# Юбілейне (Абайський район)
Юбіле́йне (каз. Юбилейное) — село у складі Абайського району Карагандинської області Казахстану. Адміністративний центр Ільїчівського сільського округу.
Населення — 955 осіб (2021; 1026 у 2009, 1193 у 1999, 1303 у 1989).
Національний склад станом на 1989 рік:
- росіяни — 56 %.